# Horacio Zeballos
Horacio Zeballos (Mar del Plata, 27 april 1985) is een Argentijns professioneel tennisser. Zijn bijnaam is Cebolla. Zeballos' favoriete ondergrond is gravel. Hij wordt momenteel gecoacht door Alejandro Lombardo.
Zeballos begon met tennis toen hij zes jaar oud was.
Hij won in zijn carrière 34 challengertitels en twintig dubbelspeltitels op ATP-niveau. Tijdens de Pan-Amerikaanse Spelen in 2007 won Zeballos met Eduardo Schwank het dubbelspel door in de finale het Chileense duo Adrián García/Jorge Aguilar te verslaan.
In februari 2013 won hij het graveltoernooi van Viña del Mar door Rafael Nadal te verslaan in drie sets.

## Palmares
| Legenda                       | Legenda               |
| ----------------------------- | --------------------- |
| Grand Slam                    |                       |
| Olympische Spelen             |                       |
| tot 2009                      | vanaf 2009            |
| Tennis Masters Cup            | ATP Finals            |
| ATP Masters Series            | ATP Tour Masters 1000 |
| ATP International Series Gold | ATP Tour 500          |
| ATP International Series      | ATP Tour 250          |

### Enkelspel
| Nr.                  | Jaar              | Toernooi            | Ondergrond    | Tegenstander in finale  | Score               | Details |
| -------------------- | ----------------- | ------------------- | ------------- | ----------------------- | ------------------- | ------- |
| Gewonnen finales     |                   |                     |               |                         |                     |         |
| 1.                   | 10 februari 2013  | ATP Viña del Mar    | Gravel        | Rafael Nadal            | 6-7(2), 7-6(6), 6-4 | Details |
| Verloren finales     |                   |                     |               |                         |                     |         |
| 1.                   | 1 november 2009   | ATP Sint-Petersburg | Hardcourt (i) | Serhij Stachovsky       | 6-2, 6-7(8), 6-7(7) | Details |
| Gewonnen challengers |                   |                     |               |                         |                     |         |
| 1.                   | 22 juni 2008      | Recanti             | Hardcourt     | Grega Žemlja            | 6-3, 6-4            |         |
| 2.                   | 1 februari 2009   | Bucaramanga         | Gravel        | Carlos Salamanca        | 7-5, 6-2            |         |
| 3.                   | 22 maart 2009     | Bogota              | Gravel        | Santiago González       | 7-6(3), 6-0         |         |
| 4.                   | 26 juli 2009      | Manta               | Hardcourt     | Vincent Millot          | 3-6, 7-5, 6-3       |         |
| 5.                   | 9 augustus 2009   | Campos do Jordão    | Hardcourt     | Thiago Alves            | 6-7(4), 6-4, 6-3    |         |
| 6.                   | 4 oktober 2009    | Buenos Aires        | Gravel        | Gastón Gaudio           | 6-2, 3-6, 6-3       |         |
| 7.                   | 13 mei 2012       | Praag               | Gravel        | Martin Kližan           | 1-6, 6-4, 7-6(6)    |         |
| 8.                   | 4 november 2012   | Montevideo          | Gravel        | Julian Reister          | 6-3, 6-2            |         |
| 9.                   | 11 november 2012  | São Leopoldo        | Gravel        | Paul Capdeville         | 3-6, 5-7, 7-6(2)    |         |
| 10.                  | 6 januari 2013    | São Paulo-1         | Hardcourt     | Rogério Dutra da Silva  | 7-6(5), 6-2         |         |
| 11.                  | 17 november 2013  | Lima                | Gravel        | Facundo Bagnis          | 6-7(4), 6-3, 6-3    |         |
| 12.                  | 29 juni 2014      | Marburg             | Gravel        | Thiemo de Bakker        | 3-6, 6-3, 6-3       |         |
| 13.                  | 21 september 2014 | Quito               | Gravel        | Nicolás Jarry           | 6-4, 7-6(9)         |         |
| 14.                  | 18 juni 2016      | Poprad Tatry        | Gravel        | Gerald Melzer           | 6-3, 6-4            |         |
| 15.                  | 9 juli 2016       | Båstad              | Gravel        | Roberto Carballés Baena | 6-3, 6-4            |         |

### Dubbelspel
| Nr.                  | Jaar              | Toernooi             | Ondergrond    | Partner           | Tegenstanders in finale                               | Score                 | Details |
| -------------------- | ----------------- | -------------------- | ------------- | ----------------- | ----------------------------------------------------- | --------------------- | ------- |
| Gewonnen finales     |                   |                      |               |                   |                                                       |                       |         |
| 1.                   | 21 februari 2010  | ATP Buenos Aires (1) | Gravel        | Sebastián Prieto  | Simon Greul Peter Luczak                              | 7-6(4), 6-3           | Details |
| 2.                   | 1 mei 2011        | ATP München          | Gravel        | Simone Bolelli    | Andreas Beck Christopher Kas                          | 7-6(3), 6-4           | Details |
| 3.                   | 28 februari 2016  | ATP São Paulo        | Gravel        | Julio Peralta     | Pablo Carreño Busta David Marrero                     | 4-6, 6-1, [10-5]      | Details |
| 4.                   | 24 juli 2016      | ATP Gstaad           | Gravel        | Julio Peralta     | Mate Pavić Michael Venus                              | 7-6(2), 6-2           | Details |
| 5.                   | 7 augustus 2016   | ATP Atlanta          | Hardcourt     | Andrés Molteni    | Johan Brunström Andreas Siljeström                    | 7-6(2), 6-4           | Details |
| 6.                   | 25 september 2016 | ATP Metz             | Hardcourt (i) | Julio Peralta     | Mate Pavić Michael Venus                              | 6-3, 7-6(4)           | Details |
| 7.                   | 16 april 2017     | ATP Houston          | Gravel        | Julio Peralta     | Dustin Brown Frances Tiafoe                           | 4-6, 7-5, [10-6]      | Details |
| 8.                   | 18 februari 2018  | ATP Buenos Aires (2) | Gravel        | Andrés Molteni    | Juan Sebastián Cabal Robert Farah Maksoud             | 6-3, 5-7, [10-3]      | Details |
| 9.                   | 22 juli 2018      | ATP Båstad           | Gravel        | Julio Peralta     | Simone Bolelli Fabio Fognini                          | 6-3, 6-4              | Details |
| 10.                  | 29 juli 2018      | ATP Hamburg          | Gravel        | Julio Peralta     | Oliver Marach Mate Pavić                              | 6-1, 4-6, [10-6]      | Details |
| 11.                  | 17 februari 2019  | ATP Buenos Aires (3) | Gravel        | Máximo González   | Diego Schwartzman Dominic Thiem                       | 6-1, 6-1              | Details |
| 12.                  | 17 maart 2019     | ATP Indian Wells     | Hardcourt     | Nikola Mektić     | Łukasz Kubot Marcelo Melo                             | 4-6, 6-4, [10-3]      | Details |
| 13.                  | 11 augustus 2019  | ATP Montreal/Toronto | Hardcourt     | Marcel Granollers | Robin Haase Wesley Koolhof                            | 7-5, 7-5              | Details |
| 14.                  | 16 februari 2020  | ATP Buenos Aires (4) | Gravel        | Marcel Granollers | Guillermo Durán Juan Ignacio Londero                  | 6-4, 5-7, [18-16]     | Details |
| 15.                  | 23 februari 2020  | ATP Rio de Janeiro   | Gravel        | Marcel Granollers | Salvatore Caruso Federico Gaio                        | 6-4, 5-7, [10-7]      | Details |
| 16.                  | 21 september 2020 | ATP Rome             | Gravel        | Marcel Granollers | Jérémy Chardy Fabrice Martin                          | 6-4, 5-7, [10-8]      | Details |
| 17.                  | 9 mei 2021        | ATP Madrid           | Gravel        | Marcel Granollers | Nikola Mektić Mate Pavić                              | 1-6, 6-3, [10-8]      | Details |
| 18.                  | 22 augustus 2021  | ATP Cincinnati       | Hardcourt     | Marcel Granollers | Steve Johnson Austin Krajicek                         | 7-6(5), 7-6(5)        | Details |
| 19.                  | 19 juni 2022      | ATP Halle            | Gras          | Marcel Granollers | Tim Pütz Michael Venus                                | 6-4, 6-7(5), [14-12]  | Details |
| 20.                  | 15 oktober 2023   | ATP Shanghai         | Hardcourt     | Marcel Granollers | Rohan Bopanna Matthew Ebden                           | 5–7, 6–2, [10–7]      | Details |
| Verloren finales     |                   |                      |               |                   |                                                       |                       |         |
| 1.                   | 7 februari 2010   | ATP Santiago         | Gravel        | Potito Starace    | Łukasz Kubot Oliver Marach                            | 4-6, 0-6              | Details |
| 2.                   | 29 september 2013 | ATP Kuala Lumpur     | Hardcourt (i) | Pablo Cuevas      | Eric Butorac Raven Klaasen                            | 2-6, 4-6              | Details |
| 3.                   | 16 februari 2014  | ATP Buenos Aires (1) | Gravel        | Pablo Cuevas      | Marcel Granollers Marc López                          | 5-7, 4-6              | Details |
| 4.                   | 12 februari 2017  | ATP Quito            | Gravel        | Julio Peralta     | Jamie Cerretani Philipp Oswald                        | 3-6, 1-2, opgave      | Details |
| 5.                   | 26 augustus 2017  | ATP Winston-Salem    | Hardcourt     | Julio Peralta     | Jean-Julien Rojer Horia Tecău                         | 3-6, 4-6              | Details |
| 6.                   | 24 september 2017 | ATP Sint-Petersburg  | Hardcourt (i) | Julio Peralta     | Roman Jebavý Matwé Middelkoop                         | 4-6, 4-6              | Details |
| 7.                   | 7 januari 2018    | ATP Brisbane         | Hardcourt     | Leonardo Mayer    | Henri Kontinen John Peers                             | 6-3, 3-6, [2-10]      | Details |
| 8.                   | 10 februari 2019  | ATP Córdoba          | Gravel        | Máximo González   | Roman Jebavý Andrés Molteni                           | 4-6, 6-7(4)           | Details |
| 9.                   | 29 juni 2019      | ATP Eastbourne       | Gras          | Máximo González   | Juan Sebastián Cabal Robert Farah Maksoud             | 6-3, 6-7(4), [6-10]   | Details |
| 10.                  | 21 juli 2019      | ATP Båstad           | Gravel        | Federico Delbonis | Sander Gillé Joran Vliegen                            | 7-6(5), 5-7, [5-10]   | Details |
| 11.                  | 8 september 2019  | US Open              | Hardcourt     | Marcel Granollers | Juan Sebastián Cabal Robert Farah Maksoud             | 4-6, 5-7              | Details |
| 12.                  | 13 september 2020 | ATP Kitzbühel        | Gravel        | Marcel Granollers | Austin Krajicek Franko Škugor                         | 6-7(5), 5-7           | Details |
| 13.                  | 20 maart 2021     | ATP Acapulco         | Hardcourt     | Marcel Granollers | Ken Skupski Neal Skupski                              | 6-7(3), 4-6           | Details |
| 14.                  | 11 juli 2021      | Wimbledon            | Gras          | Marcel Granollers | Nikola Mektić Mate Pavić                              | 4-6, 6-7(5), 6-2, 5-7 | Details |
| 15.                  | 13 februari 2022  | ATP Buenos Aires (2) | Gravel        | Fabio Fognini     | Santiago González Andrés Molteni                      | 1-6, 1-6              | Details |
| 16.                  | 27 mei 2023       | ATP Genève           | Gravel        | Marcel Granollers | Jamie Murray Michael Venus                            | 6-7(6), 6-7(3)        | Details |
| 17.                  | 10 juli 2023      | Wimbledon            | Gras          | Marcel Granollers | Wesley Koolhof Neal Skupski                           | 4-6, 4-6              | Details |
| 18.                  | 12 november 2023  | ATP Finals           | Hardcourt (i) | Marcel Granollers | Rajeev Ram Joe Salisbury                              | 3-6, 4-6              | Details |
| Gewonnen challengers |                   |                      |               |                   |                                                       |                       |         |
| 1.                   | 26 november 2006  | Naples               | Gravel        | Pablo Cuevas      | Goran Dragicevic Mirko Pehar                          | 7-6(5), 6-3           |         |
| 2.                   | 1 april 2007      | Mexico Stad-1        | Gravel        | Marcelo Melo      | Ramón Delgado André Sá                                | 6-4, 6-2              |         |
| 3.                   | 29 april 2007     | Florianópolis        | Gravel        | Pablo Cuevas      | André Miele João Souza                                | 6-4, 6-4              |         |
| 4.                   | 8 juli 2007       | Turijn               | Gravel        | Pablo Cuevas      | Pablo Andújar Flávio Saretta                          | 6-3, 6-1              |         |
| 5.                   | 12 augustus 2007  | Campos do Jordão     | Hardcourt     | Eduardo Schwank   | John Paul Fruttero Izak van der Merwe                 | 6-7(5), 6-3, [10-4]   |         |
| 6.                   | 19 augustus 2007  | Manta                | Hardcourt     | Eduardo Schwank   | John Paul Fruttero Eric Nunez                         | 6-4, 6-2              |         |
| 7.                   | 7 oktober 2007    | Medellín             | Gravel        | Pablo Cuevas      | Santiago González Bruno Soares                        | 6-4, 6-4              |         |
| 8.                   | 15 maart 2009     | Santiago (1)         | Gravel        | Sebastián Prieto  | Rogério Dutra da Silva Flávio Saretta                 | 7-6(2), 6-2           |         |
| 9.                   | 22 maart 2009     | Bogota (1)           | Gravel        | Sebastián Prieto  | Alexander Peya Fernando Vicente                       | 4-6, 6-1, [11-9]      |         |
| 10.                  | 12 april 2009     | San Luis Potosí (1)  | Gravel        | Santiago González | Franco Ferreiro Julio Silva                           | 6-2, 7-6(5)           |         |
| 11.                  | 17 april 2009     | Bordaux              | Gravel        | Pablo Cuevas      | Xavier Pujo Stéphane Robert                           | 4-6, 6-4, [10-4]      |         |
| 12.                  | 19 juli 2009      | Bogota-2             | Gravel        | Sebastián Prieto  | Marcos Daniel Ricardo Mello                           | 6-4, 7-5              |         |
| 13.                  | 20 september 2009 | Cali                 | Gravel        | Sebastián Prieto  | Ricardo Hocevar João Souza                            | 4-6, 6-3, [10-5]      |         |
| 14.                  | 13 maart 2011     | Santiago (2)         | Gravel        | Santiago González | Guillermo Rivera-Aránguiz Cristobal Saavedra-Corvalan | 6-3, 6-4              |         |
| 15.                  | 11 september 2011 | Genua (1)            | Gravel        | Dustin Brown      | Jordan Kerr Travis Parrott                            | 6-2, 7-5              |         |
| 16.                  | 29 januari 2012   | Bucaramanga (1)      | Gravel        | Ariel Behar       | Paolo Lorenzi Miguel Ángel López Jaén                 | 6-4, 7-6(5)           |         |
| 17.                  | 4 maart 2012      | Salinas              | Gravel        | Martín Alund      | Ariel Behar Carlos Salamanca                          | 6-3, 6-3              |         |
| 18.                  | 13 mei 2012       | Praag                | Gravel        | Lukáš Rosol       | Martin Kližan Igor Zelenay                            | 7-5, 2-6, [12-10]     |         |
| 19.                  | 14 oktober 2012   | San Juan             | Gravel        | Martín Alund      | Nicholas Monroe Simon Stadler                         | 3-6, 6-2, [14-12]     |         |
| 20.                  | 28 oktober 2012   | Buenos Aires (1)     | Gravel        | Martín Alund      | Facundo Argüello Agustín Velotti                      | 7-6(6), 6-2           |         |
| 21.                  | 11 mei 2014       | Aix-en-Provence      | Gravel        | Diego Schwartzman | Andreas Beck Martin Fischer                           | 6-4, 3-6, [10-5]      |         |
| 22.                  | 8 juni 2014       | Mestre               | Gravel        | Pablo Cuevas      | Daniele Bracciali Potito Starace                      | 6-4, 6-1              |         |
| 23.                  | 5 april 2015      | San Luis Potosí (2)  | Gravel        | Guillermo Durán   | Sergio Galdós Guido Pella                             | 7-6(4), 6-4           |         |
| 24.                  | 26 april 2015     | Savannah             | Gravel        | Guillermo Durán   | Dennis Novikov Julio Peralta                          | 6-4, 6-3              |         |
| 25.                  | 7 juni 2015       | Fürth                | Gravel        | Guillermo Durán   | Íñigo Cervantes Huegun Renzo Olivo                    | 6-1, 6-3              |         |
| 26.                  | 14 juni 2015      | Moskou               | Gravel        | Renzo Olivo       | Julio Peralta Matt Seeberger                          | 7-5, 6-3              |         |
| 27.                  | 13 september 2015 | Genua (2)            | Gravel        | Guillermo Durán   | Andrea Arnaboldi Alessandro Giannessi                 | 7-5, 6-4              |         |
| 28.                  | 18 oktober 2015   | Corrientes           | Gravel        | Julio Peralta     | Guillermo Durán Máximo González                       | 6-2, 6-3              |         |
| 29.                  | 8 november 2015   | Bogota (2)           | Gravel        | Julio Peralta     | Nicolás Barrientos Eduardo Struvay                    | 6-3, 6-4              |         |
| 30.                  | 15 november 2015  | Buenos Aires (2)     | Gravel        | Julio Peralta     | Lucas Arnold Ker Guido Andreozzi                      | 6-2, 7-5              |         |
| 31.                  | 31 januari 2016   | Bucaramanga (2)      | Gravel        | Julio Peralta     | Sergio Galdós Luis David Martínez                     | 6-2, 6-2              |         |
| 32.                  | 11 september 2016 | Genua (3)            | Gravel        | Julio Peralta     | Aliaksandr Bury Andrei Vasilevski                     | 6-4, 6-3              |         |
| 33.                  | 16 oktober 2016   | Buenos Aires-2       | Gravel        | Julio Peralta     | Sergio Galdós Fernando Romboli                        | 7-6(5), 7-6(1)        |         |
| 34.                  | 22 oktober 2016   | Santiago-2           | Gravel        | Julio Peralta     | Máximo González Sergio Galdós                         | 6-3, 6-4              |         |

## Resultaten grote toernooien
| Legenda | Legenda                          |
| ------- | -------------------------------- |
| g.t.    | geen toernooi gehouden           |
| l.c.    | lagere categorie                 |
| –       | niet deelgenomen                 |
| G       | uitgeschakeld in de groepsfase   |
| 1R      | uitgeschakeld in de eerste ronde |
| 2R      | uitgeschakeld in de tweede ronde |
| 3R      | uitgeschakeld in de derde ronde  |
| 4R      | uitgeschakeld in de vierde ronde |
| KF      | uitgeschakeld in de kwartfinale  |
| HF      | uitgeschakeld in de halve finale |
| F       | de finale verloren               |
| W       | het toernooi gewonnen            |
| w-v     | winst/verlies-balans             |

### Enkelspel
| grandslamtoernooien |      |      |      |    |      |      |      |    |      |      |
| Australian Open     | –    | 1R   | –    | –  | 1R   | 1R   | –    | –  | 1R   | 1R   |
| Roland Garros       | –    | 2R   | –    | 2R | 2R   | –    | –    | 1R | 4R   | 2R   |
| Wimbledon           | –    | 1R   | –    | –  | 1R   | –    | 1R   | 1R | 1R   | 2R   |
| US Open             | 2R   | 1R   | 1R   | –  | 1R   | –    | –    | 2R | 1R   |      |
| ATP Masters 1000    |      |      |      |    |      |      |      |    |      |      |
| Indian Wells        | –    | 1R   | –    | –  | 1R   | 2R   | –    | –  | 2R   | 2R   |
| Miami               | –    | 3R   | –    | –  | 2R   | 2R   | –    | 4R | 2R   | 1R   |
| Monte Carlo         | –    | 1R   | –    | –  | 1R   | –    | –    | –  | –    | –    |
| Madrid              | –    | –    | –    | –  | 1R   | –    | –    | –  | –    | –    |
| Rome                | –    | 1R   | –    | –  | 1R   | –    | –    | –  | –    | –    |
| Montreal/Toronto    | –    | –    | –    | –  | –    | –    | –    | –  | –    | –    |
| Cincinnati          | –    | 1R   | –    | –  | –    | –    | –    | –  | –    | –    |
| Shanghai            | –    | –    | –    | –  | –    | –    | –    | –  | –    | –    |
| Parijs              | –    | –    | –    | –  | –    | –    | –    | –  | –    | –    |
| olympisch           |      |      |      |    |      |      |      |    |      |      |
| Olympische Spelen   | g.t. | g.t. | g.t. | –  | g.t. | g.t. | g.t. | –  | g.t. | g.t. |
| statistieken        |      |      |      |    |      |      |      |    |      |      |
| titels per jaar     | 0    | 0    | 0    | 0  | 1    | 0    | 0    | 0  | 0    | 0    |
| eindejaarsranking   | 45   | 110  | 109  | 85 | 56   | 123  | 124  | 71 | 66   | 173  |

### Dubbelspel
| grandslamtoernooien |      |      |      |    |      |      |      |    |      |      |      |      |      |      |      |    |    |
| Australian Open     | –    | 3R   | –    | –  | 1R   | 1R   | 2R   | –  | 1R   | 1R   | KF   | 3R   | 1R   | HF   | HF   | 3R | –  |
| Roland Garros       | 1R   | 2R   | –    | KF | HF   | 2R   | 1R   | 1R | KF   | 2R   | 1R   | 3R   | 2R   | HF   | HF   | HF | W  |
| Wimbledon           | –    | 2R   | –    | –  | 2R   | –    | –    | 1R | 2R   | 2R   | 3R   | g.t. | F    | –    | F    | HF |    |
| US Open             | –    | HF   | 2R   | 1R | 3R   | 1R   | 1R   | 1R | 2R   | 2R   | F    | 1R   | KF   | 1R   | 3R   | KF |    |
| ATP Finals          |      |      |      |    |      |      |      |    |      |      |      |      |      |      |      |    |    |
| ATP Finals          | –    | –    | –    | –  | –    | –    | –    | –  | –    | –    | –    | HF   | HF   | G    | F    | G  |    |
| ATP Masters 1000    |      |      |      |    |      |      |      |    |      |      |      |      |      |      |      |    |    |
| Indian Wells        | –    | –    | –    | –  | 1R   | –    | –    | –  | –    | HF   | W    | g.t. | 1R   | 2R   | 1R   | F  | 1R |
| Miami               | –    | –    | –    | –  | 1R   | 2R   | –    | –  | 1R   | –    | KF   | g.t. | 1R   | KF   | 1R   | HF | 1R |
| Monte Carlo         | –    | –    | –    | –  | –    | –    | –    | –  | –    | –    | HF   | g.t. | HF   | KF   | 1R   | HF | 1R |
| Madrid              | –    | –    | –    | –  | 2R   | –    | –    | –  | –    | –    | 2R   | –    | W    | KF   | 1R   | HF | W  |
| Rome                | –    | –    | –    | –  | –    | –    | –    | –  | –    | 1R   | KF   | W    | KF   | –    | HF   | W  |    |
| Montreal/Toronto    | –    | –    | –    | –  | –    | –    | –    | –  | –    | –    | W    | g.t. | –    | KF   | HF   | W  |    |
| Cincinnati          | –    | –    | –    | –  | –    | –    | –    | –  | –    | –    | 2R   | KF   | W    | KF   | 1R   | HF |    |
| Shanghai            | –    | –    | –    | –  | –    | –    | –    | –  | –    | KF   | 2R   | g.t. | g.t. | g.t. | W    | 2R |    |
| Parijs              | –    | –    | –    | –  | –    | –    | –    | –  | –    | –    | 2R   | 2R   | –    | 2R   | KF   | 2R |    |
| olympisch           |      |      |      |    |      |      |      |    |      |      |      |      |      |      |      |    |    |
| Olympische Spelen   | g.t. | g.t. | g.t. | –  | g.t. | g.t. | g.t. | –  | g.t. | g.t. | g.t. | g.t. | 1R   | g.t. | g.t. |    |    |
| statistieken        |      |      |      |    |      |      |      |    |      |      |      |      |      |      |      |    |    |
| titels per jaar     | 0    | 1    | 1    | 0  | 0    | 0    | 0    | 4  | 1    | 2    | 2    | 3    | 2    | 1    | 1    | 1  |    |
| eindejaarsranking   | 79   | 33   | 88   | 63 | 40   | 79   | 72   | 45 | 38   | 29   | 4    | 3    | 6    | 14   | 10   | 4  |    |